# Nasići
Nasići su naseljeno mjesto u općini Breza, Federacija Bosne i Hercegovine, BiH.
Nalazi se oko 10 kilometara istočno od Breze.

## Stanovništvo

### 1991.
Nacionalni sastav stanovništva 1991. godine, bio je sljedeći:
ukupno: 63
- Hrvati - 63

### 2013.
Nacionalni sastav stanovništva 2013. godine, bio je sljedeći:
ukupno: 8
- Hrvati - 7
- Srbi - 1

Nasići su jedino selo s hrvatskom većinom u općini Breza i jedno od najistočnijih hrvatskih naselja u srednjoj Bosni.

## Vanjske poveznice
- Satelitska snimka[neaktivna poveznica]